# Трамвай у Падуї

Схема транслору на мапі Падуї

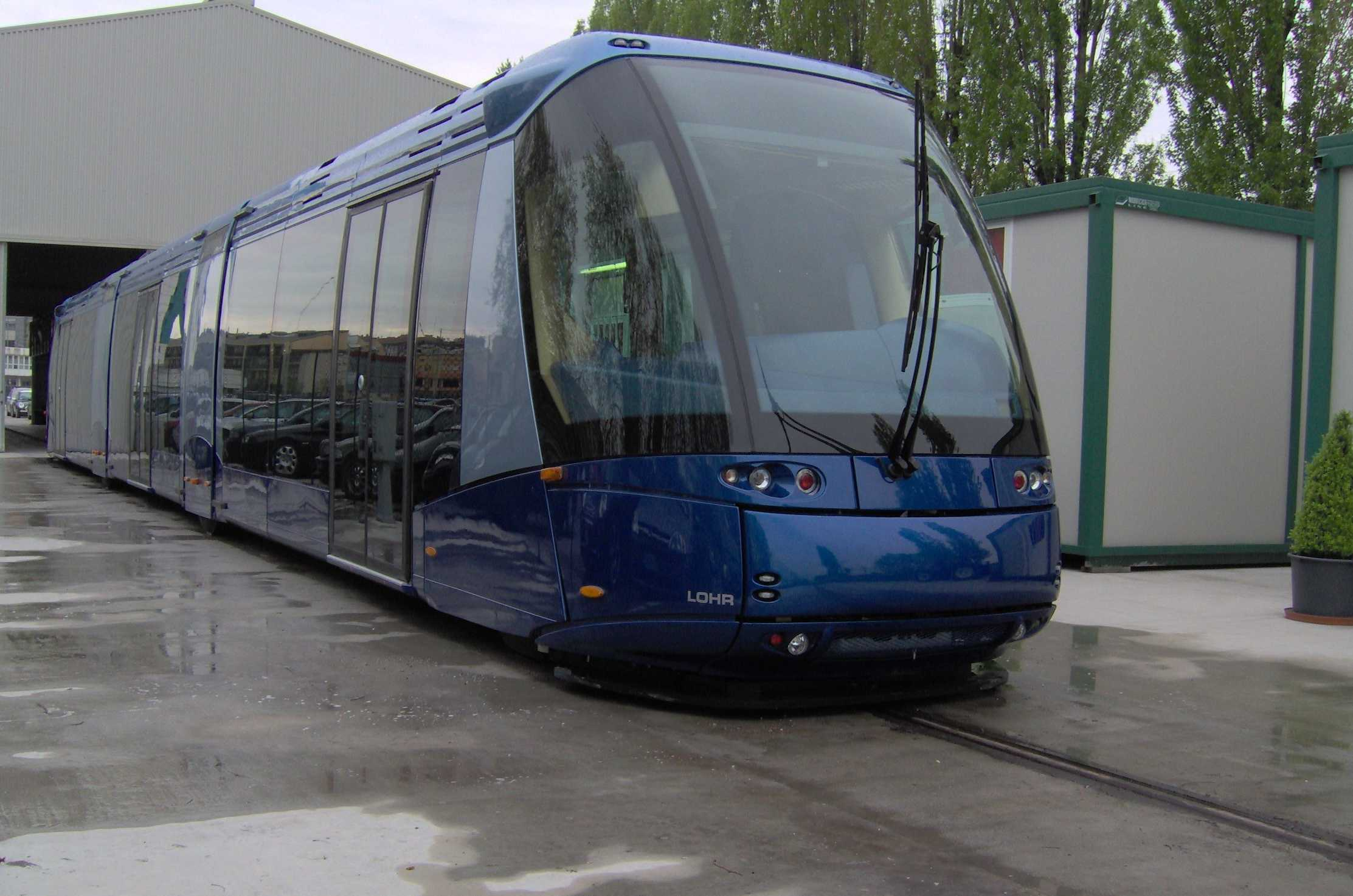
Транслор типу STE3 у Падуї

Трамвай у Падуї (італ. Tranvia di Padova) — діюча система транслор у місті Падуя, Італія. Відкрита 24 березня 2007 року.

## Історія
Офіційне відкриття лінії відбулося 24 березня 2007 року, із затримкою. Затримка була викликана тим, що в ході випробувальних поїздок транспортний засіб кілька разів сходив з рейки.
Загальна вартість будівництва (разом з вартістю рухомого складу) склала сто мільйонів євро, що вдвічі перевищило заплановану вартість.

## Опис системи
У Падуї використовується трамвай на шинах системи Translohr, що не має можливості рухатися без напрямної рейки. Зупинки обладнані невисокими (близько 20-30 см) піднятими над рівнем проїзної частини платформами-перонами. Деякі ділянки маршруту не електрифіковані. Такі ділянки вагон долає з опущеним бугелем на акумуляторній батареї.
Система складається з однієї лінії довжиною 10,5 км.

## Рухомий склад
На лінії використовується 16 трисекційних транспортних засобів Translohr.

## Галерея
|  |
|  |

|  |
|  |

|                                    |
| Транслор прямує з опущеним бугелем |